# 897
897 је била проста година.

## Догађаји
- Википедија:Непознат датум — Владавина династије Абасида у Багдаду.

- Пролеће – Краљ Ламберт II путује у Рим са својом мајком, краљицом Агелтрудом и братом Гајем IV, ломбардским војводом од Сполета, да се састане са папом Стефаном VI како би поново добио потврду своје царске титуле. Гаја су на Тибру убили агенти Алберика I, франачког племића са политичким интересима. Он заузима Сполето (вероватно на подстицај краља Беренгара I) и поставља се за војводу.
- Енглески ратни бродови (девет бродова из Алфредове нове флоте) пресрећу шест викиншких дугих бродова у ушћу непознатог ушћа на јужној обали (вероватно у луци Пул) у Дорсету. Данци су у блокади, а три брода покушавају да пробију енглеске линије. Привезујући викиншке чамце за своје, енглеска посада се укрцава на непријатељска пловила и убија све на броду. Неки бродови успевају да побегну, два од остала три чамца гурају се према обали Сасекса. Поморци који су напали брод доведени су пред краља Алфреда Великог у Винчестер и обешени. Само један викиншки брод се враћа у Источну Англију.
- Калиф ал-Мутадид враћа контролу над циликијским Тугуром (југоисточна Анадолија) и северном Сиријом, током превирања у влади Тулунида.
- Цар Уда абдицира са престола после десетогодишње владавине. Наследио га је 12-годишњи син Даиго, као 60. цар Јапана.
- Јануар – Сабор кадавера: Краљ Ламберт II наређује папи Стефану VI да ексхумира деветомесечни тело бившег папе Формоза, да га обуче у папску одећу и да му се суди док седи у столици у цркви Светог Петра. Формоз је 'осуђен' за неколико злочина, одсечени су му прсти посвећења, а са тела је скинута одежда.
- Август – Папа Стефан VI је смењен са папске функције, затворен и задављен у својој ћелији. Наследио га је папа Роман као 114. риимски папа.
- Децембар – Папа Роман је свргнут и наследио га папа Теодор II као 115. папа Рима, који умире двадесет дана касније.